# DUX4
DUX4‏ (Double homeobox protein 4) هوَ بروتين يُشَفر بواسطة جين DUX4 في الإنسان.